# Zakłady Azotowe w Chorzowie
Grupa Azoty Zakłady Azotowe Chorzów SA – spółka chemiczna produkująca chemikalia i nawozy sztuczne, z siedzibą w Chorzowie. Wchodzi w skład Grupy Azoty.

## Historia

### Lata 1915–1939
Grupa Azoty Zakłady Azotowe Chorzów SA powstała w 1916 roku pod firmą Oberschlesische Stickstoffwerke AG jako wspólne przedsięwzięcie rządu niemieckiego z bawarskim przedsiębiorstwem Bayerische Stickstoffwerke AG.
Po I wojnie światowej zakłady zostały przejęte przez Polskę i ze względu na strategiczne znaczenie, były przedmiotem międzynarodowego sporu, rozstrzyganego przez szereg lat przez Stały Trybunał Sprawiedliwości Międzynarodowej przy Lidze Narodów. W lipcu 1922 roku przedsiębiorstwo chemiczne w Chorzowie zostało oficjalnie przejęte przez rząd Polski. Na mocy rozporządzenia Prezydenta Rzeczypospolitej Polskiej – Stanisława Wojciechowskiego – z dnia 28 czerwca 1924 roku fabryce nadano osobowość prawną i status określający przedsiębiorstwo jako spółkę z ograniczoną odpowiedzialnością pod nazwą Państwowa Fabryka Związków Azotowych w Chorzowie.
Podczas wielkiego kryzysu gospodarczego, aby ograniczyć koszty produkcji, w 1933 roku dokonano fuzji Państwowej Fabryki Związków Azotowych w Chorzowie i nowo budowanej od 1927 roku koło Tarnowa Państwowej Fabryki Związków Azotowych w Mościcach. Do II wojny światowej obydwie fabryki funkcjonowały pod nazwą „Zjednoczone Fabryki Związków Azotowych w Chorzowie i Mościcach”, tworząc największy kombinat chemiczny w Polsce. W działalność przedsiębiorstwa zaangażowani byli m.in. Ignacy Mościcki, jako dyrektor naczelny (późniejszy prezydent Rzeczypospolitej Polskiej) i Eugeniusz Kwiatkowski, jako dyrektor techniczny, powołany na stanowisko w styczniu 1923 roku.

### Po drugiej wojnie światowej
Po wojnie zakłady kontynuowały działalność jako przedsiębiorstwo państwowe pod firmą Zakłady Przemysłu Azotowego Chorzów. Po II wojnie światowej przedsiębiorstwo przez wiele lat nosiło nazwę Zakłady Azotowe im. Pawła Findera w Chorzowie[niewiarygodne źródło?], pozostając jednym z największych przedsiębiorstw w Chorzowie.
W 2012 roku przedsiębiorstwo weszło w skład Zakładów Azotowych „Puławy” SA, które nabyły od Skarbu Państwa 85% akcji spółki Azoty-Adipol SA  W 2013 roku inicjujące powstanie Grupy Azoty tarnowskie Zakłady Azotowe doprowadziły do skonsolidowania w ramach grup kapitałowej również Zakładów Azotowych w Puławach, co  spowodowało, że Azoty-Adipol SA stały się częścią Grupy Azoty. W lipcu 2013 roku nastąpiła zmiana nazwy przedsiębiorstwa na Zakłady Azotowe Chorzów SA.
W 2005 roku Zakłady Azotowe w Chorzowie zatrudniały 101 osób.

## Oferta handlowa
Wyroby Zakładów są sprzedawane na rynku krajowym, a także eksportowane do kilkunastu krajów Europy oraz do Stanów Zjednoczonych.
Przedsiębiorstwo wytwarza nawozy pod marką Fertiplon, Azoplon, jak również dodatki do żywności (azotan potasu, wodorowęglan amonu, wodorowęglan sodu, pirosiarczyn sodu, krzemionka), produkty techniczne (techniczny azotan potasu, sól drogową, przyspieszacz do betonów Scalnit 50, krystaliczny azotan sodu, techniczny kwas azotowy, boraks pięciowodny), stearynę, destylowane kwasy tłuszczowe czy glicerynę techniczną.